# Cheirodendron dominii
Cheirodendron dominii là một loài thực vật có hoa trong Họ Cuồng. Loài này được Krajina mô tả khoa học đầu tiên năm 1931.